# آکماریپ
اکماریپ (به هلندی: Akmarijp) یک منطقهٔ مسکونی در هلند است که در اسکارتسلند واقع شده‌است. اکماریپ ۱۱۰ نفر جمعیت دارد.